# Colma (Kalifornija)
Colma je gradić u američkoj saveznoj državi Kalifornija. Prema popisu stanovništva iz 2010. u njemu je živjelo 1,792 stanovnika.